# Konversationslexikon
Als Konversationslexikon (erstmals benutzt wurde das Wort Conversations-Lexicon 1708 als „Sprachgebrauch der galanten Zeit“) bezeichnet man eine im 18. Jahrhundert entstandene Gattung lexikografischer Nachschlagewerke, deren spezifisches Anliegen es ist, Wissen allgemeinverständlich, aber umfassend darzustellen.
Das ursprüngliche Ziel war, dem Leser das für die Konversation im Salon notwendige Wissen zu vermitteln. Das Selbstverständnis des Konversationslexikons beschreibt der Brockhaus 1868 folgendermaßen:

„Das Conversations-Lexikon [hat] die Flüssigmachung und Popularisierung der wissenschaftlichen, künstlerischen und technischen Ergebnisse, nicht für die geschäftliche Praxis, sondern für die Befriedigung und Förderung der allgemeinen Bildung zur Aufgabe.“

Im 20. Jahrhundert wurden die bestehenden Konversationslexika infolge der abnehmenden Bedeutung der Konversation zu Enzyklopädien umgewandelt.

## Geschichte und Entwicklung

### Das erste Konversationslexikon

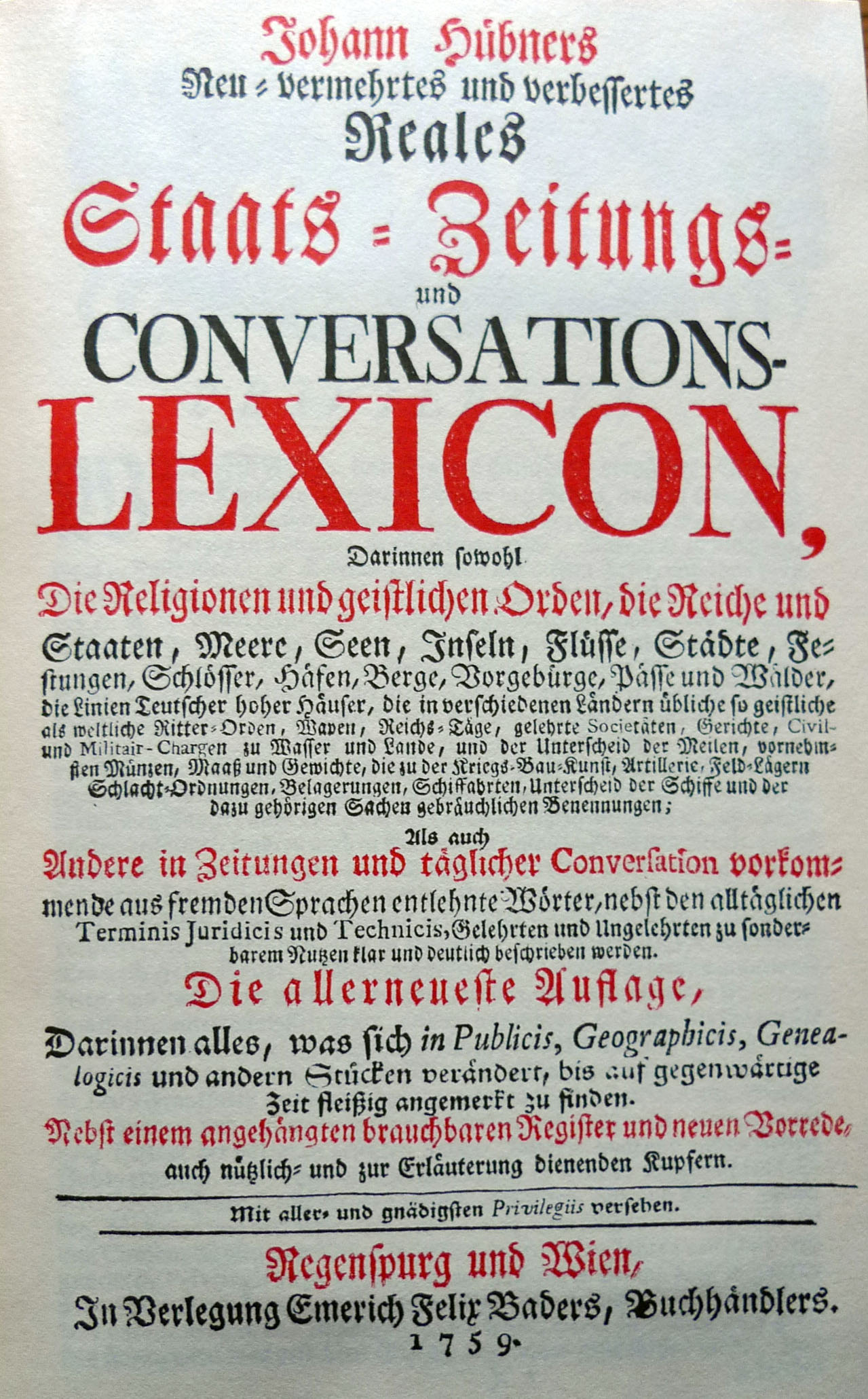
Hübners Conversations-Lexicon, Titelseite der Ausgabe von 1759

Das erste Lexikon mit dieser Bezeichnung war das Reale Staats-, Zeitungs- und Conversations-Lexicon, das seit der dritten Auflage 1708 diesen Titel trug. Es ist verbunden mit dem Namen des Lehrers Johann Hübner (1668–1731), der das Lexikon nicht bearbeitete, sondern lediglich die Vorrede dazu verfasste. Da der tatsächliche Bearbeiter lange ungenannt blieb, wurde das Lexikon unter seinem Namen als Hübners Lexicon oder Hübners Conversations-Lexicon bekannt. Es erlebte im 18. Jahrhundert 27 Auflagen mit jeweils mehreren tausend Exemplaren und begründete so den Begriff Konversationslexikon als ein populäres allgemeines Nachschlagewerk.
Das Werk verteilte bereits 1709 den Wissensstoff auf etwa 20.000 Artikel. 1712 wurde dem Lexikon als Ergänzung das von Paul Jacob Marperger zusammengestellte Curieuse Natur-Kunst-Gewerck- und Handlungs-Lexicon, zu dem ebenfalls Johann Hübner die Vorrede verfasste, zur Seite gestellt und seitens des Verlages beide zusammen beworben. Damit war der Schritt zu einem das Wissen in großer Breite umfassenden Lexikon vollzogen.

### Löbel und Franke
|  |  |

Der Privatgelehrte Renatus Gotthelf Löbel (1767–1799) gab zusammen mit dem Advokaten Christian Wilhelm Franke (1765–1831) das Conversationslexikon mit vorzüglicher Rücksicht auf die gegenwärtigen Zeiten heraus.
Löbels und Frankes Conversationslexikon ist das erste Lexikon, bei dem die Bezeichnung „Konversationslexikon“ als selbständiges Titelwort erscheint. Das Werk erschien 1796–1808 in Leipzig in sechs Bänden bei verschiedenen Verlagen: F. A. Leupold (1796–1800), J. C. Werther (1806). Der letzte Band ist unvollständig geblieben.
Friedrich Arnold Brockhaus kaufte das Werk auf der Leipziger Buchhändlermesse 1808 auf und ließ es in den folgenden Jahren vollständig umarbeiten; es bildete das Fundament des 1805 in Amsterdam als Verlagsbuchhandlung gegründeten Verlages F. A. Brockhaus.

### Brockhaus
Friedrich Arnold Brockhaus (1772–1823) kaufte von Renatus Gotthelf Löbel und Christian Wilhelm Franke auf der Leipziger Buchhändlermesse am 25. Oktober 1808 das 1796 begründete Conversationslexikon mit vorzüglicher Rücksicht auf die gegenwärtigen Zeiten (kurz: Conversations-Lexicon; voller Titel: Conversations-Lexicon oder kurzgefaßtes Handwörterbuch für die in der gesellschaftlichen Unterhaltung aus den Wissenschaften und Künsten vorkommenden Gegenstände mit beständiger Rücksicht auf die Ereignisse der älteren und neueren Zeit).
Löbels und Frankes Werk umfasste sechs Bände; F. A. Brockhaus ließ 1809 (1810?) und 1811 zwei Nachtragsbände anfertigen, die im F. A. Brockhaus Verlag in Amsterdam (1809/1810?) und Leipzig (1811) erschienen. Brockhaus vermarktete das Conversations-Lexicon ab 1808 zunächst unter demselben Namen und ließ 1809 einen Neudruck der ersten Bände unter dem alten Titel anfertigen; diese zwischen 1809 und 1811 in Leipzig erschienene Ausgabe umfasste sechs Bände und zwei Ergänzungsbände. Diese Ausgabe legte den Grundstock für die heute in der 21. Auflage erscheinende und seit 1966 so genannte Brockhaus Enzyklopädie.

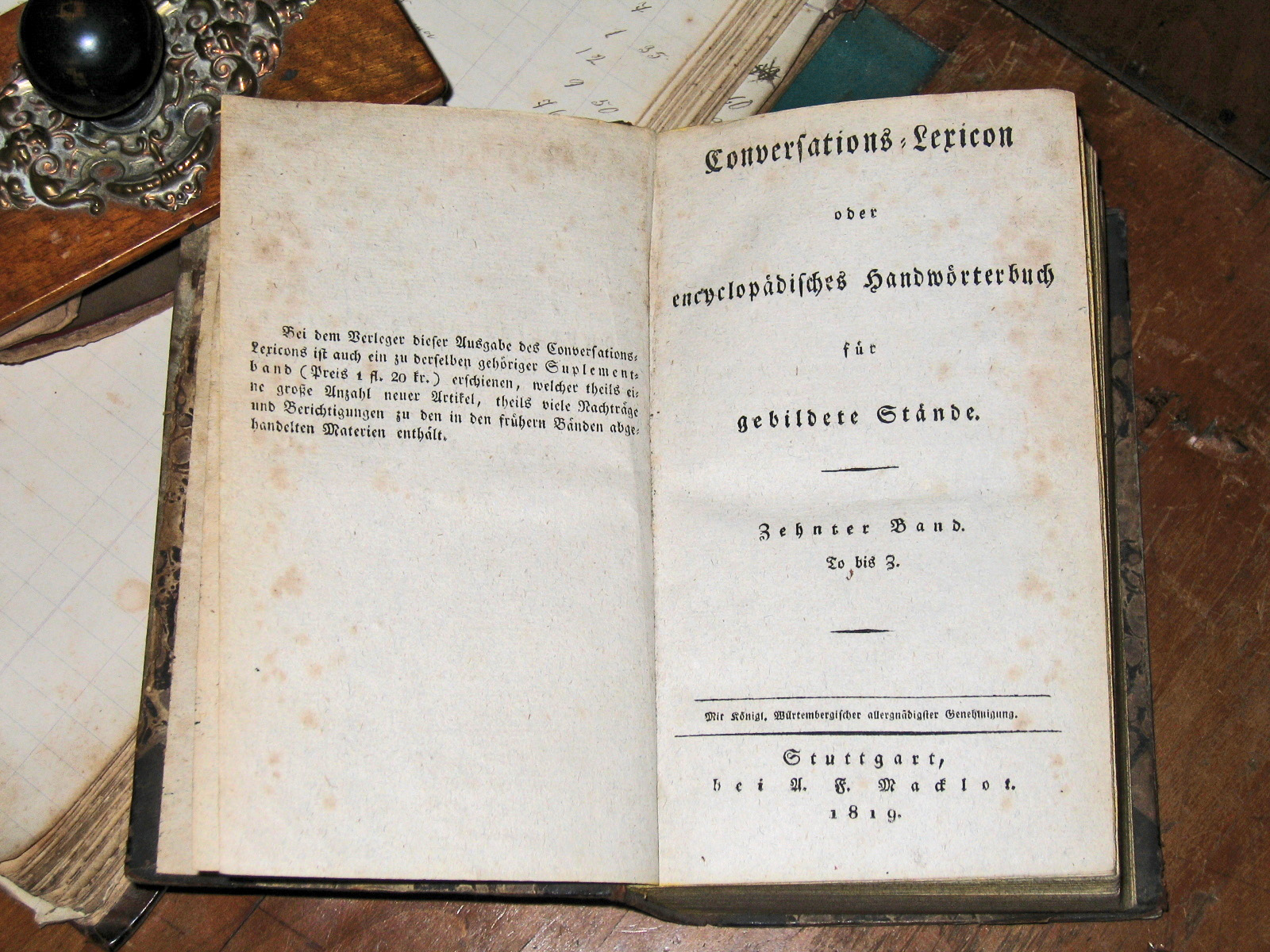
Titelseite des Encyclopädischen Handwörterbuches für gebildete Stände aus dem Jahr 1819, Band 10

Die 2. Auflage erschien 1812–1820 in 10 Bänden und wurde ein großer verlegerischer Erfolg. Mit der 4. Auflage, die zwischen 1817 und 1819 in zehn Bänden erschien, wurde zum ersten Mal die Bezeichnung „Enzyklopädie“ verwendet: Allgemeine Hand-Encyclopädie für die gebildeten Stände. Seit der 5. Auflage (1819–1820) wird das Konversationslexikon von Wissenschaftlern redigiert. Online existiert jetzt das von 1837 bis 1844 erschienene vierbändige Bilder-Conversations-Lexikon.
Ab der 13. Auflage, erschienen zwischen 1882 und 1887 in 16 Bänden und einem Ergänzungsband, enthielt das Brockhaus' Conversations-Lexikon. Allgemeine deutsche Real-Encyklopädie erstmals auch Tafeln. Ab der 14. Auflage (1892–1897) war Brockhaus' Konversations-Lexikon zum ersten Mal auch im Text bebildert, der Umfang von 16 Bänden und einem Ergänzungsband wurde jedoch zunächst beibehalten.
Von Brockhaus Konversations-Lexikon und Meyers Konversations-Lexikon sind die vor dem Ersten Weltkrieg erschienenen Ausgaben für Fakten zur Geistesgeschichte noch immer sehr ergiebig, danach rücken die Naturwissenschaften in den Vordergrund.

### Pierer
Heinrich August Pierer (1794–1850) war der Herausgeber des weniger bekannten Universal-Lexikons der Gegenwart und Vergangenheit (Universal-Lexikon der Gegenwart und Vergangenheit oder neuestes encyclopädisches Wörterbuch der Wissenschaften, Künste und Gewerbe (= Pierers Enzyklopädisches Wörterbuch [?])). Es erschien erstmals 1824–1836 in 26 Bänden und wurde nach Pierers Tod von Julius Löbe fortgesetzt; an der Erstellung der 2. Auflage waren über 220 Mitarbeiter beteiligt.
Pierer veröffentlichte in kurzen Abständen mehrere jeweils aktualisierte Neuauflagen: 1840–1846 (2. Auflage in 34 Bänden; insgesamt zirka 17.000 Seiten), 1849–1852 (3. Auflage in 17 Bänden); Löbe veranlasste eine grundlegende Neubearbeitung, die 1857–1865 erschien (4. Auflage in 19 Bänden), eine weitere folgte 1867–1873 (5. Auflage); an der folgenden Auflage von 1875–1880 war Löbel nicht mehr beteiligt (6. Auflage in 18 Bänden, erschienen im Verlag A. Spaarmann, Oberhausen und Leipzig, sowie später beim Literarischen Institut Baruch, Köln, und danach im Verlag J. W. Spemann, Stuttgart) (Digitalisat). Als Ergänzungen und zur Aktualisierung erschienen 1841–1847 erstmals sechs Supplementbände, 1850–1854 weitere sechs Supplementbände sowie 1855 ein Band mit den Neuesten Ergänzungen und 1865–1873 drei Bände als Jahrbücher. Zusätzlich wurde 1848 ein Illustrationsband mit 2.500 Abbildungen auf 67 lithographischen Tafeln veröffentlicht.
Das Werk ist heute zwar weitgehend vergessen, wurde von Zeitgenossen jedoch hoch geschätzt; so schrieben zeitgenössische Kritiker, Pierers Werk sei „das reichhaltigste Conversationslexicon, welches die Thatsachen mit einer Vollständigkeit, wie sie sich nur irgend erwarten lässt, und deßwegen für jeden ein äußerst brauchbares Handbuch zum Nachschlagen ist“ (Gustav Schwab und Karl Klüpfel).
Pierers Universallexikon diente als Vorbild für Meyers Großes Conversations-Lexicon für die gebildeten Stände (1840–1852). Pierer klagte 1848, Meyer habe „in der ganzen Anlage unserem Werk nachgebildet [...] indem er unseren Plan, unser Register benutzte, ersparte er sich gerade den mühsamsten und schwierigsten Teil der Anlage“ (aus dem Vorwort zur 2. Auflage).

### Meyer
Das von Joseph Meyer (1796–1856) herausgegebene Große Conversations-Lexikon für die gebildeten Stände (46 Bände, 6 Supplement-Bände, 1840–1855, kurz: Meyers Konversations-Lexikon oder Meyers Lexikon) ist – neben dem Brockhaus – das zweite bedeutende deutschsprachige enzyklopädische Werk allgemeinen Inhalts und in bewusster Konkurrenz zum Brockhaus angelegt; es ist im 19. und 20. Jahrhundert in mehreren Auflagen erschienen.
Die Leser dieses Werkes konnten mit den Herausgebern vom Bibliographischen Institut in Kontakt treten. So enthält jeder Band einen Anhang über den stattgefundenen Briefwechsel, das sogenannte Korrespondenzblatt.
Die dritte Auflage (1874–1884) trägt den Untertitel Eine Encyclopädie des allgemeinen Wissens.
Die 1885–1890 in 16 Bänden erschienene vierte Auflage ist urheberrechtlich frei. Mittlerweile sind alle Bände als eingescannte Bilder und als OCR-Volltext einsehbar, was etwa 16.000 Seiten entspricht. Bereits seit der 1. Ausgabe enthalten die Bände zahlreiche Zeichnungen und Pläne.

### Herder
Die Söhne des Verlagsgründers Bartholomä Herder (1774–1839) gaben das vierte bedeutende Konversationslexikon des 19. Jahrhunderts heraus: Herders Conversations-Lexikon (5 Bände, 1854–1857, Freiburg im Breisgau, Verlag Herder; kurz: Herders Lexikon).
Der Herder Verlag in Freiburg (Breisgau) veröffentlichte zwischen 1825 und 1827 unter dem Titel Systematische Bilder-Galerie zur Allgemeinen deutschen Real-Encyclopädie den ersten Bildergänzungsband zu einem Konversationslexikon; er enthält rund 4.000 Abbildungen. Das Brockhaus' Conversations-Lexikon wurde im Vergleich dazu relativ spät ab der 13. Auflage (1882–1887), also rund 60 Jahre später, erstmals durch Bildtafeln sowie ab der 14. Auflage (1892–1897) auch im Text bebildert.

### Meyers Neues Lexikon
Ein marxistisches Lexikon mit dem Umfang und der Tiefe eines Konversationslexikons ist Meyers Neues Lexikon, VEB Bibliographisches Institut, Leipzig 1961–1964 (8 Bde., Bd. 9: Ergänzungen zu Sachbegriffen und geograph. Eigennamen, 1969). Es erschien in 2. Auflage 1971–1977 wesentlich erweitert in 15 Bänden. Dazu kamen Bd. 16: Register A–Z, 1978; Bd. 17: Atlas (Karten), 1978; Bd. 18: Atlas (Register), 1978.

## Konversationslexika in anderen Sprachen
Katalanisch
- Enciclopèdia Catalana (Verlag: Enciclopèdia Catalana S.A., Barcelona)
  - Gran Enciclopèdia Catalana, Primera Edició (Erste Auflage), 1969–1980 (Bd. 1–15), 2005 (Bd. 16–21; 6 Supplementbände) Direcció (Leitung) Jordi Carbonell i de Ballester (1965–1971); Joan Carreras i Martí (ab 1971), ISBN 84-300-5511-8 (Gesamtwerk)
  - Gran Enciclopèdia Catalana, Segona Edició (Zweite Auflage, diverse Nachdrucke), 1986–1993, Direcció (Leitung) Joan Carreras i Martí (ab 1986), 24 Bände, 1 Supplementband und 1 Atlas, ISBN  84-85194-81-0 (Gesamtwerk)

Rumänisch
- Aga G. Asaki unter anderem: Leksikonul de conversatie, prelucrat si publicat de o societate literara sub directia Agai G. Asaki („Konversationslexikon, bearbeitet und herausgegeben von einer literarischen Gesellschaft unter dem Vorsitz des Aga G. Asaki“). 1842

Schwedisch
- Pehr Gustaf Berg: Svenskt konversationslexicon. 1845–1852 (4 Bde.); es ist eines der frühesten schwedischen Konversationslexika und stark von Brockhaus beeinflusst.
- Nordisk familjebok: Konversationslexikon och Realencklopedi in ist in seiner 1. Auflage (Stockholm 1876–1899) ein Konversationslexikon. Seit der 2. Auflage (1904–1926, 38 Bde.) hatte es den Umfang einer Universalenzyklopädie angenommen.
- Nordiskt konversationslexikon, 1921–1927 (20 Bde.)
- Bonniers (konversations-, stora, familje-)lexikon, mehrere Auflagen 1922–1990 (13 bzw. 15 Bde.)
- Åhlén & Åkerlunds Konversationslexikon, 1925–1930

Tschechisch
- František Ladislav Rieger: Slovník naučný („Konversationslexikon“). Prag 1860–1874 (10 Bde. und Ergänzungsband). Es gilt als das erste Konversationslexikon in tschechischer Sprache.
- Jan Otto unter anderem: Ottův slovník naučný („Ottos Konversationslexikon“). Prag 1888–1909 (28 Bände). Neuauflage als Ottův slovník naučný nové doby („Ottos Konversationslexikon der neuen Zeit“), Prag 1930–1943 (6 Bände)

Ungarisch
- Gábor Döbrentei: Közhasznú Ismeretek Tára („Allgemeines Konversationslexikon“). Heckenast, Pest 1831–1834 (12 Bände)